# Jean-Luc Guionnet

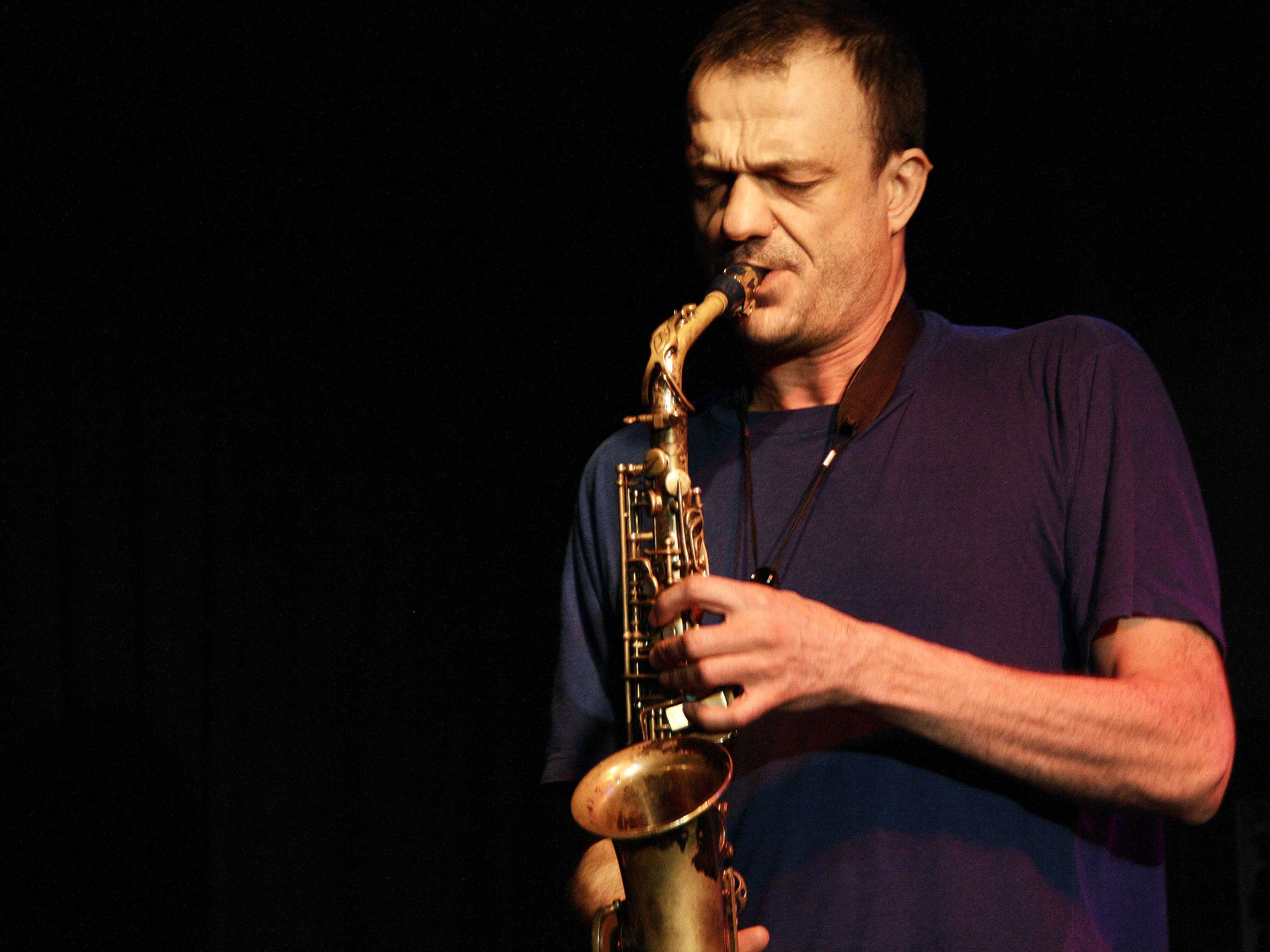
Jean-Luc Guionnet 2010 im club W71 in Weikersheim

Jean-Luc Guionnet (* 29. Januar 1966 in Lyon) ist ein französischer Jazz- und Improvisationsmusiker (Saxophone, Orgel, Elektronik), der sich auch als Filmkomponist betätigt.

## Leben und Wirken
Guionnet studierte an der Pariser Sorbonne u. a.  bei Geneviève Clancy, Iannis Xenakis und Bernard Tesseydre. Seit den 1990er-Jahren spielt er mit Musikern wie Eric La Casa, Eric Cordier, Dan Warburton, Pascal Battus, Benjamin Duboc, Thomas Tilly und Camille Émaille. Daneben arbeitet er auch im Bereich der Elektroakustischen Musik und mit Formationen wie Hubbub (mit Frédéric Blondy, Bertrand Denzler, Jean-Sébastien Mariage, Edward Perraud), Phéromone und The Ames Room (mit Clayton Thomas und Will Guthrie). Im Bereich des Jazz war er zwischen 1998 und 2010 an 29 Aufnahmesessions beteiligt. Außerdem schrieb er Musik für z. T. selbst realisierte Kurzfilme.

## Diskographische Hinweise
- Jean-Luc Guionnet / Dan Warburton / Eric La Casa: Metro Pre saint-Gervais (Swarming, 2019)
- Jean-Luc Guionnet et le GGRIL: Tatouages Miroir (Tour de Bras, 2020)
- Hubbub: abb abb abb (Relative Pitch Records, 2025, mit Frédéric Blondy, Bertrand Denzler, Jean-Sebastien Mariage, Edward Perraud)